# Istrumasjön
Istrumasjön är en sjö i Skara kommun i Västergötland och ingår i Göta älvs huvudavrinningsområde. Sjön har en area på 0,0262 kvadratkilometer och ligger 128,4 meter över havet. Sjön ligger nära byn Istrum, som i sin tur ligger gamla Istrums socken. Sjön avvattnas av vattendraget Råmmån. Istrumasjön är en grund sjö och har ett uppskattat (modellerat) medeldjup på 1,3 meter. På en udde vid sjöns norra strand ligger en kyrkoruin (Istrum 9:1) och lämningar efter en stenåldersbosättning (Istrum 59:1).

## Delavrinningsområde
Istrumasjön ingår i det delavrinningsområde (648416-136561) som SMHI kallar för Ovan Tjockabäcken. Avrinningsområdets medelhöjd är 114 meter över havet och ytan är 32,58 kvadratkilometer. Räknas de 2 delavrinningsområdena uppströms in blir den ackumulerade arean 43,25 kvadratkilometer. Råmmån som avvattnar avrinningsområdet har biflödesordning 2, vilket innebär att vattnet flödar genom totalt 2 vattendrag innan det når havet efter 213 kilometer. Delavrinningsområdet består mestadels av skog (28 procent), öppen mark (11 procent) och jordbruk (56 procent). Avrinningsområdet har 0,03 kvadratkilometer vattenytor vilket ger det en sjöprocent på 0,1 procent. Bebyggelsen i området täcker en yta av 1,13 kvadratkilometer eller 3 procent av avrinningsområdet.